# Avantasia: The Metal Opera
Avantasia: The Metal Opera (рус. Авантазия Тобиаса Заммета) — рок-опера в жанре пауэр-метал, написанная Тобиасом Замметом, лидером группы Edguy. Выпущена на двух дисках в 2001 и 2002 годах. Avantasia послужила началом сольного проекта Саммета, и его последующие альбомы тоже выходят под маркой Avantasia, хотя и не связаны с оперой. До этого некоторые песни «Авантазии» исполнялись группой Edguy на концертах.

## История создания

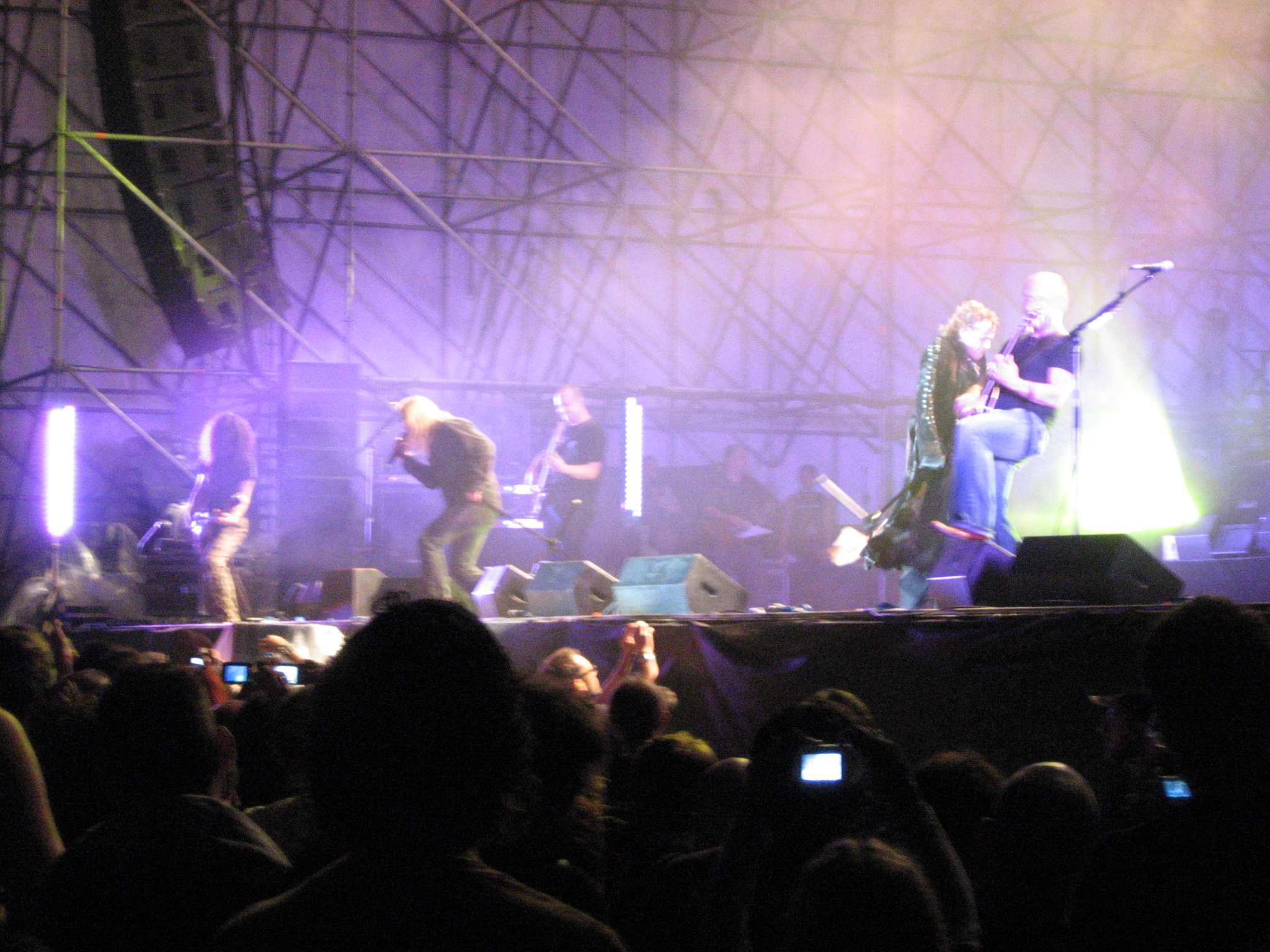

Идея создания проекта со множеством приглашённых музыкантов пришла Тобиасу Саммету во время записи альбома Edguy Vain Glory Opera, в записи которого принял участие вокалист Blind Guardian Ханси Кюрш. Позже, во время Европейского турне группы в 1999 году Саммет начал писать идеи для будущей рок-оперы и через некоторое время начал воплощать свой замысел в жизнь. В работе над проектом приняли участие многие известные музыканты, такие как Кай Хансен, Михаэль Киске, Тимо Толкки и многие другие.
В первой части оперы Михаэль Киске принимал участие под псевдонимом Ernie. Как вокалист сам позже пояснил, в то время он пытался уйти от своего прошлого и потому не хотел видеть своё имя на альбоме. Тем не менее, позже он изменил свою точку зрения, и уже на второй части Avantasia Михаэль присутствует под настоящим именем. Комментируя своё участие в проекте, Киске говорил, что ему было несложно исполнять свои партии, поскольку с подобной музыкой он работал в течение многих лет.
Дэвид ДеФейс, лидер американской группы Virgin Steele, исполнивший роль о. Якова, никогда не участвует в чужих рок-операх, исключение он сделал только для Avantasia. О проекте Тобиаса Саммета ему сообщила Сандра — промоменеджер лейбла AFM Records. ДеФейсу понравились фрагменты, на которых он должен был спеть, и он записал свои вокальные партии за один день, когда у него был перерыв в работе над альбомом House of Atreus. Тобиас Саммет позже говорил, что присланная ДеФейсом работа отличалась от того, что он ожидал услышать. Его сопродюсер Норман Мейриц, комментируя данную партию, спросил «что за обкурившийся монах мог бродить по средневековому городу и говорить таким голосом». Саммету же, несмотря ни на что, понравилась необычная трактовка образа отца Якова, и он остался при мнении, что пригласить ДеФейса, манеру пения которого он сравнил со львиным рыком, было удачной идеей.
С Андрэ Матосом, сыгравшим правителя Авантазии, Саммет впервые лично встретился во время тура Angra по Франции, в котором Edguy выступали на разогреве. Матос согласился принять участие в рок-опере, но тогда он слабо верил в то, что Саммету удастся довести начатое дело до конца. Тем не менее, уже после выхода альбома, он признал, что ошибся, а Avantasia назвал лучшей рок-оперой из тех, в которых ему довелось участвовать.
Когда Тобиас искал вокалистку для проекта, кто-то из знакомых дал ему диск нидерландской группы Within Temptation, и на него произвёл впечатление голос Шарон ден Адел. Ранее, во время написания текстов Саммет не был уверен, что найдёт достойную исполнительницу роли Анны, а потому её партия стала самой маленькой в опере. Позже, уже договорившись с Шарон, он жалел об этом.

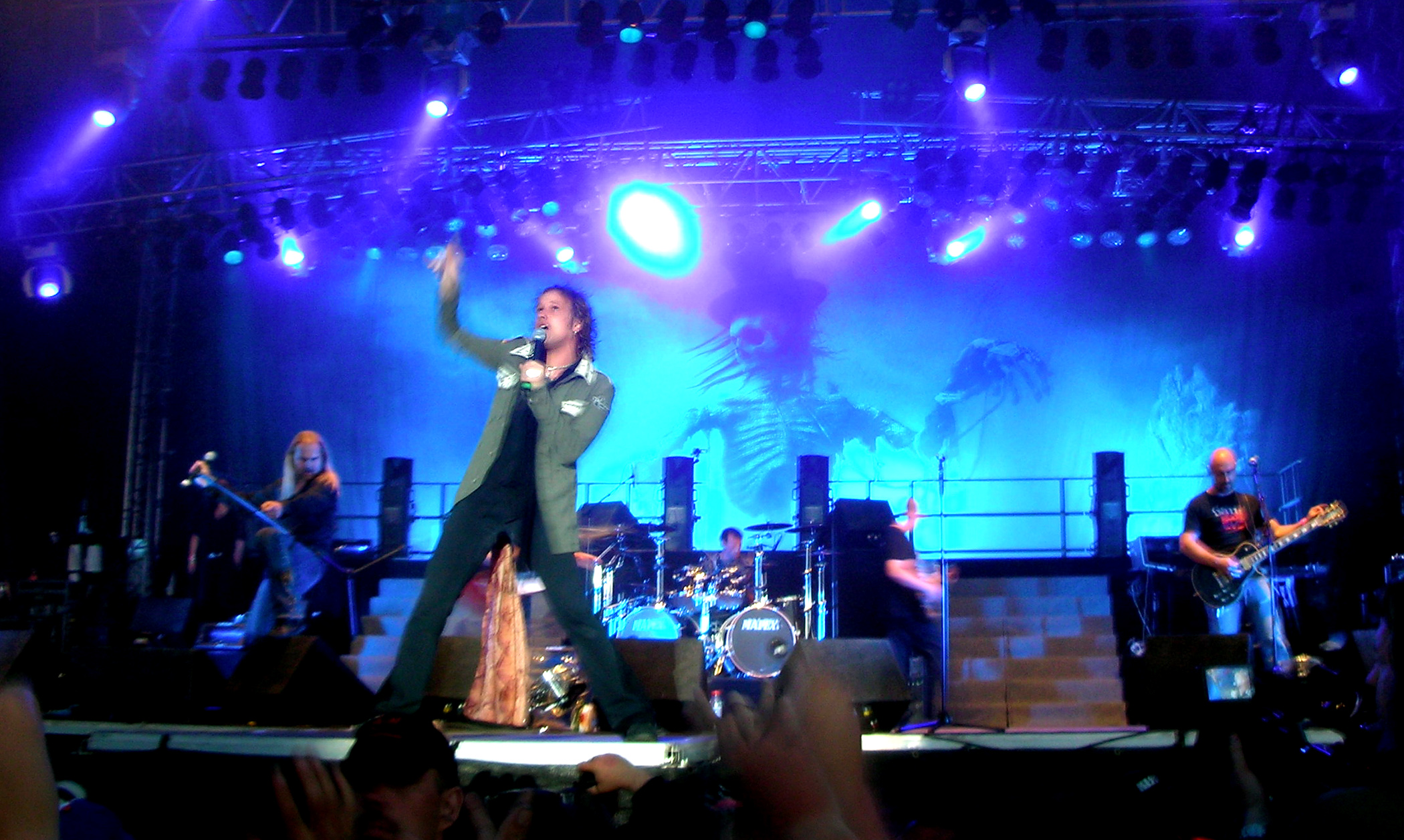

Первоначально на роль Климента VIII Тобиас планировал пригласить Ронни Джеймса Дио, но получил отказ. В это время шла запись бэк-вокала для песни The Seven Angels, в которой принимал участие Оливер Хартманн, и Саммет предложил ему исполнить партии, предназначенные Дио. В результате роль Папы досталась Хартманну.
Уже проводя сведение альбома в Финляндии, Тобиас внезапно понял, что забыл найти исполнителя роли дьявола на The Tower. Тимо Толкки, по словам Саммета, просто зашёл в студию поздороваться, и согласился записать речитатив.
Первая часть The Metal Opera вышла в 2001 году, вторая и завершающая — в 2002. В 2008 году было выпущено «золотое» издание «The Metal Opera Part I&II — Gold Edition», на которое помимо обеих частей оперы вошёл концертный клип Sign of the Cross, а также дополнительные материалы, такие как ранее не опубликованные фотографии, интервью и комментарии Тобиаса к каждой песне.

## Сюжет
Сценарий оперы представляет собой историю в жанре фэнтези с оттенком мистики. На сюжет оказала влияние известная сказка германского писателя Михаэля Энде «Бесконечная История». Центральная мысль оперы — фантазия как высшая ценность, свобода мысли и отказ от догм. На обложке второй части оперы на башне, где обитает злой дух, изображены знак доллара и циркуль — символы бездушного прогресса и жажды наживы, как противопоставление полёту мечты.
Название «Авантазия» — волшебная страна, где происходит действие — образовано из слияния слов «Авалон» и «фантазия» и означает «мир за пределами человеческого воображения». Есть, однако, ещё вариант, предлагающий в качестве первого элемента названия приставку «avant-» (движение вперёд).

### Часть I
Действие происходит в начале XVII века.
Послушник Габриэль Лейманн живёт при доминиканском монастыре в городе Майнц. Габриэль — честный монах, примерный христианин и борец с колдовством. Однако неожиданно его собственную сестру Анну арестовывает инквизитор Фальк фон Кронберг. Ей грозят пытки и смерть на костре как ведьме. Пытаясь выяснить, в чём вина Анны, Габриэль находит в библиотеке монастыря древнюю запретную книгу, ранее найденную им и Кронбергом у казнённой ведьмы Эльзе Воглер. Наставник брат Якоб застает своего ученика за чтением запрещённой литературы, и Габриэля бросают в темницу.
В тюрьме он встречает старого друида по имени Лугайд Вэндрой. Своими речами о свободе духа и фантазии Лугайд зажигает сердце юноши, убеждая его, что инквизиторы — лицемеры, прикрывающиеся верой и обманывающие самих себя (Reach Out for the Light). Габриэль просит друида объяснить ему, что происходит вокруг на самом деле. В то же самое время отца Якова мучают угрызения совести из-за того, что он предал своего любимого послушника, но монах уверен, что поступил правильно (Serpents in Paradise). Габриэль же, между тем, понимает, что сожжённая на костре Эльзе Воглер могла быть невиновна, так же как и Анна (Malleus Malifecarum). Лугайд предлагает Габриэлю сделку: друид поможет спасти сестру, если монах окажет ему услугу в свою очередь. Вспоминая своё детство, проведённое с Анной, молодой послушник твёрдо решает, что освободит её, какие бы испытания не ждали его впереди (Farewell). Двум заговорщикам вскоре удаётся бежать (Breaking Away).
Тем временем, епископ фон Бикен, инквизитор фон Кронберг и брат Яков везут книгу чудес римскому папе Клименту VIII. Папе является голос, говорящий, будто эта книга — ключ к великому знанию. Клирики принимают голос за ангела и повинуются его указаниям. Они открывают двери между мирами, скрытые в Риме, и следуют за голосом (Glory of Rome).
В лесу, неподалёку от Майнца друид рассказывает юноше, что книга на самом деле — печать, открывающая дорогу в загадочную страну фантазий. Некогда она была открыта для каждого, но постепенно люди, становясь мелочными и эгоистичными, стали забывать о ней, и скоро волшебная страна может исчезнуть навсегда по воле некоей зловещей Башни. Лугайд отправляет Габриэля через портал в иной мир, а сам, оставшись в этой реальности, продолжает мысленно общаться с молодым послушником (Avantasia). Габриэль приходит в себя в другом измерении, где его встречает гном Регрин и отводит в волшебный город Сесидбану, к здешнему правителю — эльфу Элдерайну. Они объясняют ему, что место, куда он попал — Авантазия, страна фантазии и знания, отражение реального мира (Inside). И сейчас ей грозит опасность: злой дух, заточённый в Башне, расположенной в мрачной пустоши, хочет разрушить связь между Землёй и Авантазией, и тогда люди окончательно перестанут мечтать. Этот демон манипулирует священниками, чтобы они принесли ему книгу, которая является ключом к его освобождению (Sign of the Cross). Габриэль соглашается помочь авантазийцам и вместе с Элдерайном на эльфийском летательном аппарате отправляется в пустоши. Тем временем, Папа, фон Бикен и Яков приближаются к Башне, окружённой тёмными войсками, и раздающийся изнутри голос требует отдать ему ключ. Священники, несмотря на свою веру, сильно напуганы, и Габриэль, поторапливаемый Лугайдом, крадёт книгу прямо у них из-под носа и, подхваченный Элдерайном, возвращается в Сесидбану (The Tower).

### Часть II
Голос—"ангел" приходит в ярость: он не получил обещанного ключа, который теперь в руках его врагов, и грозится покарать нерадивых исполнителей. Габриэль же постепенно начинает осмысливать, насколько важным был его поступок, и как ценна человеческая фантазия. (The Seven Angels)
Тем временем, книга-ключ надежно спрятана эльфами и опасность для Авантазии временно миновала. Габриэль может возвращаться домой. Но Лугайд убеждён, что им ещё многое нужно выяснить, и сам юноша тоже тянется к знаниям. Он просит своих новых друзей раскрыть ему больше об Авантазии, и Элдерайн отсылает его к Древу Мудрости (No Return). Габриэль беседует с Древом, которое раскрывает ему тайны мудрости (The Looking Glass). Оно предупреждает послушника, что истина может быть очень страшной и опасной, но если он хочет познать её, то должен идти до конца (In Quest For). Затем молодой монах неожиданно видит в воде озера, на берегу которого растёт Дерево, образ своего учителя Якова, терпящего муки в огненном озере, куда его душа была брошена духом из Башни (The Final Sacrifice).
Между тем, клирики блуждают по Авантазии, тщетно стремясь найти книгу и вора. Они в смятении: прекрасная страна чудес кажется им искушением в наказание за грехи. Епископ фон Бикен же размышляет, что нет ничего плохого в том, что некоторые люди знают больше других, и просит «ангела» направить их обратно в Рим (Neverland).
Габриэль возвращается в Сесидбану. Послушник хочет как можно скорее вызволить Анну из заточения, но прежде он должен спасти пленённые демоном души (Anywhere). Габриэль просит Элдерайна поведать ему, как спасти наставника. Эльф сообщает, что в катакомбах под Римом скрыт кубок Агонии, где томятся души обреченных, чья энергия подпитывает Башню, и что его охраняет страшный Зверь. Габриэль и Регрин отправляются в «реальный» мир за Кубком. Юноше удаётся добыть артефакт и освободить душу Якоба, но отважный гном погибает в схватке со Зверем. Освобождение же прочих душ ослабляет тёмную армию Башни и даёт жителям Авантазии новые шансы на победу над злом (Chalice of Agony).
Теперь очередь Лугайда исполнить своё слово. Он вместе с несколькими верными людьми отправляется в тюрьму инквизиторов, где заточена Анна. К нему неожиданно присоединяется Яков, который понял, что был обманут Голосом и лицемерами. Они сражаются с фон Кронбергом и освобождают Анну ценой своих жизней. Инквизитора же до конца дней преследуют ужасы казней и пыток, которые он совершил (Memory). Анна воссоединяется с братом Габриэлем и они вместе уходят прочь, в неизвестность (Into the Unknown).

## Над альбомом работали

### В ролях
- Габриэль — Тобиас Заммет (Edguy)
- Лугайд Вэндрой — Михаэль Киске (Helloween, Supared, Place Vendome)
- Анна — Шарон ден Адел (Within Temptation)
- Регрин, гном — Кай Хансен (Helloween, Gamma Ray, Iron Savior)
- Элдерайн, эльф — Андрэ Матос (Viper, Angra, Shaaman)
- Брат Яков, монах — Дэвид ДеФейс (Virgin Steele)
- Папа Римский Климент VIII — Оливер Хартманн (At Vance)
- Фальк фон Кронберг — Ральф Здиарстек
- Епископ фон Бикен — Роб Рок (Impellitteri)
- Голос из Башни — Тимо Толкки (Stratovarius)
- Древо Знания — Боб Кейтли[англ.] (Magnum)

### Инструменталисты
- Хеньо Рихтер (Gamma Ray) — гитара
- Йенс Людвиг (Edguy) — гитара
- Норман Мейриц — гитара
- Тимо Толкки (Stratovarius) — гитара
- Маркус Гросскопф (Helloween) — бас
- Алекс Хольцварт (Rhapsody) — ударные
- Эрик Зингер (Kiss, Элис Купер) — ударные
- Тобиас Заммет (Edguy) — клавишные
- Франк Тишер — фортепиано[4]

## Дискография

### The Metal Opera I (2001)
1. «Prelude» — 1:11
2. «Reach Out for the Light» — 6:33
3. «Serpents in Paradise» — 6:16
4. «Malleus Maleficarum» — 1:43
5. «Breaking Away» — 4:35
6. «Farewell» — 6:33
7. «The Glory of Rome» — 5:29
8. «In Nomine Patris» — 1:04
9. «Avantasia» — 5:32
10. «A New Dimension» — 1:39
11. «Inside» — 2:24
12. «Sign of the Cross» — 6:26
13. «The Tower» — 9:43

### The Metal Opera II (2002)
1. «Seven Angels» — 14:17
2. «No Return» — 4:29
3. «The Looking Glass» — 4:53
4. «In Quest For» — 3:54
5. «The Final Sacrifice» — 5:02
6. «Neverland» — 5:00
7. «Anywhere» — 5:29
8. «Chalice of Agony» — 6:00
9. «Memory» — 5:44
10. «Into the Unknown» — 4:29

## Историческая достоверность
- Именно при Клименте VIII был сожжён на костре Джордано Бруно. Тем не менее, реальный Папа сильно отличался от своего резко отрицательного образа в опере. Помимо борьбы с ересью, наиболее значимыми событиями, связанными с ним, являются принятие Брестской унии, приведшей к появлению католиков восточного обряда, а также Юбилейный год в 1600.
- Йохан Адам фон Бикен также является реальным историческим лицом, помимо Папы. Он занимал пост архиепископа Майнца в 1601—1604 годах.
- Монахи-доминиканцы, к числу которых принадлежат Габриэль и Яков, в своё время действительно были одними из самых ревностных охотников на ведьм и еретиков, и в 1233 году Папа Григорий IX отдал под их контроль инквизицию, хотя расхожее мнение о том, что именно Святой Доминик был основателем данного института выглядит сомнительным. Доминиканцем был, к примеру, великий инквизитор Томас Торквемада.[5].
- Опасения Якова, фон Бикена и Климента VIII, касающиеся искателей правды, достаточно обоснованы, ввиду того, что описываемое в опере время хронологически совпадает с концом Эпохи Возрождения и разгаром Реформации. В те годы многие мыслители ставили под сомнение и подвергали резкой критике догматы Католической церкви, и в Европе шло настоящее брожение умов.

## Религия в опере
Римско-католическая церковь играет большую роль в сюжете. Люди, подобные Клименту VIII и епископу фон Бикену, резко критикуются за то, что они считают себя единственными обладателями истины и не желают допускать до неё простых людей, а также за то, что они используют её для достижения власти, в то время как сами не в состоянии увидеть всю правду о мире. В текстах песен также фигурирует довольно большое количество христианских символов и образов, так или иначе связанных с религией:
- Malleus Malifecarum — широко известный средневековый трактат по демонологии.
- Гора Хорив(Sign of the Cross), где, согласно Библии, Моисей получил Скрижали. Епископ фон Бикен воспринимает этот эпизод, как призыв к уничтожению «еретиков».
- Семь Ангелов Апокалипсиса и описание Армагеддона из Откровения Иоанна Богослова(The Seven Angels).
- Вавилонская блудница из Откровения Иоанна Богослова, с которой Габриэль в The Seven Angels сравнивает Католическую Церковь. Он же в Neverland использует термин «Римская Блудница».
- Агнец божий(Sign of the Cross).
- Мамона(Sign of the Cross) — отрицательный символ богатства и земных благ
- Авантазия в текстах часто называется страной Спасения(Sign of the Cross), а Кубок Агонии из римских подземелий характеризуется как врата в ад(The Final Sacrifice,Chalice of Agony).
- Демон, заточённый в Башне, во многом изображается как Сатана, в частности, Габриэль, говорит о клириках, идущих к нему, что их тайно ведёт сам дьявол.
- Вино в христианском понимании этого слова употребляется несколько раз по ходу оперы. Так, Климент VIII говорит, что они должны «выпить вино Гнозиса» и закрыть дорогу в Авантазию. Вином же заполнен Кубок Агонии.

## Критика
Avantasia: The Metal Opera была довольно тепло встречена прессой и слушателями. На сайте metalstorm.net первая часть получила в среднем 8.8 из 10, а вторая — 8.6. Рейтинги на Encyclopaedia Metallun Архивная копия от 10 октября 2010 на Wayback Machine составили, соответственно, 84 % и 73 %.
Одной из главных претензий к рок-опере, фигурирующей во многих рецензиях, было достаточно большое количество вокальных партий Тобиаса Саммета, по мнению некоторых критиков, поющего больше, чем все остальные участники вместе взятые. Впрочем, некоторые рецензенты не разделяют данную точку зрения, считая, что благодаря этому, альбомы получились более цельными. Также было подмечено, что музыкально первая и вторая части существенно различаются: в Part I было больше оперных элементов и симфонизма, в то время как Part II являла собой в большей степени стандартный пауэр-метал альбом. В частности, была отмечена[кем?] схожесть песен The Final Sacrifice и Neverland с Nailed To The Wheel и All The Clowns с альбома Edguy Mandrake. Кроме этого, критика в адрес Католической Церкви на Encyclopaedia Metallum в одной из рецензий была признана банальной и не оригинальной.
Примечательно, что сам Тобиас Саммет считает вторую часть Avantasia несколько слабее первой, в частности, из-за песен Neverland и Memory, которые, по его мнению, были спасены Робом Роком и Ральфом Здиярстеком.
Выход Avantasia ввёл моду на метал-оперы. В течение последующих нескольких лет появились такие проекты как Days of Rising Doom, Эльфийская Рукопись, Dawnrider и The WizardQueen. В 2008 году была выпущена первая бразильская метал-опера A Legacy of Honor проекта SoulSpell.